# 葛巻城
葛巻城（くずまきじょう）は、岩手県岩手郡葛巻町田子にあった日本の城。

## 沿革
葛巻城は、現在は馬淵川北岸の八幡館（城山・館山）跡と鏡沢館跡・葛巻館跡の3館を一括した呼称となっているが、本来3館で一体の城館だったのか、それぞれ独立したものだったのか、明らかになっていない。
築城時期は不明。城主の葛巻氏は工藤氏の一族と伝えられており、『奥南落穂集』によると、文治5年（1189年）に岩手郡地頭職を賜わった工藤行光の分流が、応仁年間（1467 - 68年）に葛巻村に住したものといわれる。
葛巻の地は内陸部と海岸部とを結ぶ宿駅の所在地にあたり、葛巻氏はその管理と地頭職とを世襲してきたものと考えられている。
天正20年（1592年）の『諸城破却書上』には「糠部郡之内 葛巻 山城 破 工藤 掃部助 持分」とあり、破却された。